# Sức khỏe tâm thần

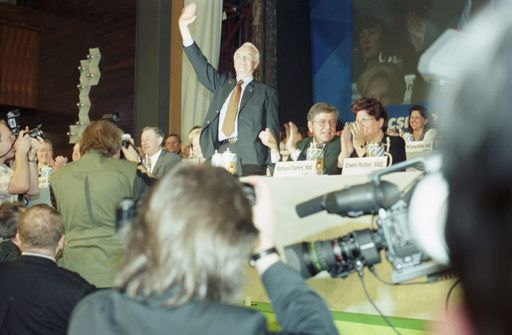
Có những rối loạn cảm xúc ảnh hưởng đến những người thực thi quyền lực dưới bất kỳ hình thức nào, trong đó nổi bật là hội chứng hubris, chứng cuồng dâm, hamartia hoặc tự ái.

Sức khỏe tâm thần hay sức khỏe tinh thần là một mức độ tâm lý hạnh phúc hoặc không có bệnh tâm thần. Đó là "trạng thái tâm lý của một người đang hoạt động ở mức độ thỏa đáng về việc điều chỉnh cảm xúc và hành vi". Từ quan điểm của tâm lý học tích cực hoặc toàn diện, sức khỏe tâm thần có thể bao gồm khả năng của một cá nhân để tận hưởng cuộc sống, và tạo ra một sự cân bằng giữa các hoạt động cuộc sống và những nỗ lực để đạt được khả năng phục hồi tâm lý. Theo Tổ chức Y tế Thế giới (WHO), sức khỏe tâm thần bao gồm "hạnh phúc chủ quan, khả năng tự nhận thức, tự chủ, năng lực, sự phụ thuộc giữa thế hệ, và khả năng tự hiện thực hóa tiềm năng trí tuệ và tình cảm của một người." WHO tiếp tục tuyên bố rằng hạnh phúc của một cá nhân được bao hàm trong việc thực hiện các khả năng của họ, đối phó với những căng thẳng bình thường của cuộc sống, công việc sản xuất và các đóng góp cho cộng đồng của họ. Sự khác biệt về văn hóa, đánh giá chủ quan và các lý thuyết chuyên nghiệp khác nhau đều ảnh hưởng đến cách thức mà "sức khỏe tâm thần" được định nghĩa.

## Sức khỏe tâm thần và bệnh tâm thần
Theo Hội bác sĩ phẫu thuật U.K. (1999), sức khỏe tâm thần là thành công của chức năng tâm thần, dẫn đến các hành vi có ích, các mối quan hệ thành công với người khác, và cung cấp khả năng thích ứng với sự thay đổi và đối phó với nghịch cảnh. Thuật ngữ bệnh tâm thần đề cập chung đến tất cả các rối loạn tâm thần có thể chẩn đoán - điều kiện sức khỏe được đặc trưng bởi những thay đổi trong suy nghĩ, tâm trạng, hoặc hành vi liên quan đến căng thẳng hoặc suy giảm chức năng.
Một người phải chiến đấu với sức khỏe tâm thần của họ có thể trải qua điều này vì căng thẳng, cô đơn, trầm cảm, lo lắng, các vấn đề về mối quan hệ, cái chết của người thân, suy nghĩ tự tử, đau buồn, nghiện ngập, ADHD, tự hủy hoại bản thân, tự gây chấn thương, tự đốt mình, rối loạn tâm trạng khác nhau, hoặc các bệnh tâm thần khác có mức độ khác nhau, cũng như các khó khăn khi học tập. Bác sĩ trị liệu, bác sĩ tâm thần, nhà tâm lý học, nhân viên xã hội, y tá hoặc bác sĩ nói chung có thể giúp kiểm soát bệnh tâm thần bằng các phương pháp điều trị như trị liệu, tư vấn hoặc dùng thuốc.